# Else Holmelund Minarik
Else Holmelund Minarik (née le 13 septembre 1920 et morte le 12 juillet 2012) est une auteure américaine pour la jeunesse. Elle a écrit plus de 40 livres, dont la série Petit Ours, illustrée par Maurice Sendak et adaptée à la télévision dans la série d'animation Petit Ours.

## Biographie
Else Holmelund naît au Danemark en septembre 1920 ; elle y découvre les contes d'Hans Christian Andersen lus par sa mère, avant de déménager à New York avec sa famille à l'âge de quatre ans.
Holmelund étudie au Queens College la psychologie et l'art, travaille quelque temps comme journaliste au début des années 1940 puis devient institutrice à Long Island, palliant le manque d'enseignants créé par la Seconde Guerre mondiale. Déçue par le peu de matériel accessible aux élèves débutant la lecture, elle décide d'écrire ses propres livres. La première histoire de Petit Ours est écrite pour Brooke, sa fille, puis reproduite pour sa classe. Une première visite chez un éditeur, Random House, est infructueuse : on lui demande de remplacer les ours par des humains, ce qu'elle refuse. Elle présente alors son manuscrit à Ursula Nordstrom (en), éditrice jeunesse chez Harper & Bros, qui l'accepte et lui adjoint Maurice Sendak comme illustrateur.
Le premier livre de la série Petit Ours paraît en 1957 aux États-Unis, en 1965 au Royaume-Uni, et constitue le premier titre de la série I Can Read! d'Harper & Bros. En 1963, Else Minarik perd son mari, Walter Minarik ; elle se remarie en 1970 avec le journaliste Homer Bigart, qui meurt à son tour en 1991.
Petit Ours est adapté pour la télévision par Nickelodeon en 1995. En 2010, Else Minarik publie une dernière aventure de Petit Ours, illustrée par Dorothy Doubleday. Elle meurt en juillet 2012, des suites d'une crise cardiaque.

## Œuvres

### SériePetit Ours
- 1957 : Little Bear
- 1959 : Father Bear Comes Home
- 1960 : Little Bear's Friend
- 1961 : Little Bear's Visit
- 1968 : A Kiss for Little Bear
- 2010 : Little Bear and the Marco Polo

### Autres
- 1958 : No Fighting, No Biting!
- 1963 : The Little Giant Girl and Elf Boy
- 1989 : Percy and the Five Houses
- Cat and Dog